# Dipoena grammata
Dipoena grammata là một loài nhện trong họ Theridiidae.
Loài này thuộc chi Dipoena. Dipoena grammata được Eugène Simon miêu tả năm 1903.